# John McCord
John Allen McCord (Bronx, 26 febbraio 1973) è un ex cestista statunitense con cittadinanza britannica.

## Palmarès
- Campionato francese: 1

Strasburgo: 2004-2005